# Triatoma
Genre
Triatoma est un genre d'insectes hétéroptères (punaises) de la sous-famille Triatominae. Les membres de ce genre (comme tous les membres de la sous-famille Triatominae) sont hématophages et peuvent transmettre des maladies graves, comme la maladie de Chagas.

## Liste des espèces
- T. amicitiae Lent, 1951b
- T. arthurneivai Lent & Martins, 1940 (Tc)
- T. bassolsae Aguilar et al., 1999 (Tc)
- T. baratai Carcavallo & Jurberg, 2000
- T. barberi Usinger, 1939 (Tc) (principal vecteur dans les parties centrales et sud du Mexique).
- T. bolivari Carcavallo, Martínez & Peláez, 1987
- T. bouvieri Larrousse, 1924
- T. brailovskyi Martínez, Carcavallo & Peláez, 1984
- T. brasieliensis Neiva, 1911b (Tc) (principal vecteur dans la caatinga du nord-est du Brésil).
- T. breyeri Del Ponte, 1929)
- T. bruneri (Usinger, 1944) re-erected by Lent & Jurberg, 1981
- T. carcavalloi Jurberg et al., 1998
- T. carrioni Larrousse, 1926 (Tc)
- T. cavernicola Else & Cheong, in Else et al., 1977
- T. circummaculata (Stal, 1859) (Tc)
- T. costalimai Verano & Galvão, 1958 (Tc)
- T. deaneorum Galvão, Souza & Lima, 1967
- T. delpontei Romaña & Abalos, 1947 (Tc)
- T. dimidiata (Latreille, 1811) (Tc) (important vecteur au Mexique, Amérique centrale, Colombie et Équateur).
- T. dispar Lent, 195 (Tc)
- † T. dominicana Poinar, 2005 (fossile datant du Miocène inférieur)[1]
- T. eratyrusiformis Del Ponte, 1929 (Tc)
- T. flavida Neiva, 1911c
- T. garciabesi Carcavallo et al., 1967 (Tc)
- T. gerstaeckeri (Stal, 1859) (Tc).
- T. gomeznunezi Martinez, Carcavallo & Jurberg, 1994
- T. guasayana Wygodzinsky & Abalos, 1949 (Tc)
- T. guazu Lent & Wygodzinsky, 1979
- T. hegneri Mazzotti, 1940 (Tc)
- T. incrassata Usinger, 1939
- T. indictiva Neiva, 1912
- T. infestans (Klug, 1834) (Tc) (Plus important vecteur dans les pays du Cône Sud).
- T. jurbergi Carcavallo et al. 1998b
- T. klugi Carcavallo et al., 2001
- T. lecticularia (Stal, 1859) (Tc)
- T. lenti Sherlock & Serafim, 1967 (Tc)
- T. leopoldi (Schoudeten, 1933)
- T. limai Del Ponte, 1929
- T. longipennis Usinger, 1939 (Tc)
- T. maculata (Erichson, 1848) (Tc)
- T. matogrossensis Leite & Barbosa, 1953 (Tc)
- T. mazzottii Usinger, 1941 (Tc)
- T. melanocephala Neiva & Pinto, 1923b (Tc)
- T. melanosoma Martínez et al., 1987 (Tc)
- T. mexicana (Herrich-Schaeffer, 1848)
- T. migrans Breddin, 1903
- T. neotomae Neiva, 1911d (Tc)
- T. nigromaculata (Stal, 1872) (Tc)
- T. nitida Usinger, 1939 (Tc)
- T. obscura (Maldonado & Farr, 1962)
- T. oliveirai (Neiva et al., 1939)
- T. pallidipennis (Stal, 1872) (Tc) (principal vecteur dans les parties centrales et sud du Mexique).
- T. patagonica Del Ponte, 1929 (Tc)
- T. peninsularis Usinger, 1940 (Tc)
- T. petrochiae Pinto & Barreto, 1925 (Tc)
- T. phyllosoma (Burmeister, 1835) (Tc)
- T. picturata Usinger, 1939 (Tc).
- T. platensis Neiva, 1913 (Tc)
- T. protracta (Uhler, 1894) (Tc)
- T. pseudomaculata Correa & Espínola, 1964 (Tc)
- T. pugasi Lent, 1953b
- T. recurva (Stal, 1868) (Tc)
- T. rubida (Uhler, 1894) (Tc)
- T. rubrofasciata (De Geer, 1773) (Tc)
- T. rubrovaria (Blanchard, in Blanchard & Bulle, 1843) (Tc)
- T. ryckmani Zeledón & Ponce, 1972
- T. sanguisuga (Leconte, 1855) (Tc)
- T. sinaloensis Ryckman, 1962 (Tc)
- T. sinica Hsaio, 1965
- T. sordida (Stal, 1859) (Tc)
- T. tibiamaculata (Pinto, 1926b) (Tc)
- T. venosa (Stal, 1872) (Tc)
- T. vitticeps (Stal, 1859) (Tc)
- T. williami Galvão, Souza & Lima, 1965 (Tc)
- T. wygodzinskyi Lent, 1951c
- T. arenaria (?) (Walker, 1873) (?)

(Tc) indique une association avec Trypanosoma cruzi